# Masquerade - Ladri d'amore
Masquerade - Ladri d'amore (Mascarade) è un film del 2022 scritto e diretto da Nicolas Bedos.

## Trama
Adrien fa il gigolò in Costa Azzurra da quando un incidente in moto ha stroncato la sua promettente carriera di ballerino. Mentre vive mantenuto dalla sua ultima cliente, Martha, ex star del cinema, incontra e si innamora della bella Margot, che vive di truffe ed espedienti. I due uniscono le forze per mettere in piedi una truffa ai danni del danaroso Simon, un agente immobiliare in vacanza contando sull'aiuto di Julia, una ristoratrice.

## Distribuzione
Il film è stato presentato in anteprima il 26 maggio 2022 al 75º Festival di Cannes, fuori concorso. È stato distribuito nelle sale cinematografiche francesi a partire dal 1º novembre 2022 e in quelle italiane a partire dal 12 dicembre.